# Frances Farmer
Frances Farmer (ur. 19 września 1913 w Seattle, zm. 1 sierpnia 1970) – amerykańska aktorka filmowa.

## Życiorys
Urodziła się 19 września 1913 w Seattle. W szkole średniej otrzymała nagrodę za kontrowersyjny esej na temat ateizmu God dies („Bóg umiera”), co w połączeniu z wygraną wycieczką do ZSRR w 1935 spowodowało następnie postrzeganie jej przez media jako osoby o radykalnych lewicowych przekonaniach. Studiowała następnie aktorstwo na University of Washington.
W 1935 wyjechała do Hollywood, gdzie podpisała siedmioletni kontrakt z wytwórnią Paramount. Tam też zadebiutowała, grając Ann Blane w filmie Border Flight (1936). Po dobrze przyjętym debiucie, w tym samym roku partnerowała Bingowi Crosby’emu w filmie Rhythm On The Range, a następnie zagrała dwie główne role kobiece w filmie Prawo młodości (Come and Get It), który przyniósł jej wielkie uznanie krytyki i publiczności. Z powodu talentu i urody, porównywana była do Grety Garbo. W tym roku też wyszła za mąż za aktora Leifa Ericksona.
Dyktat studia filmowego, ograniczającego jej duże aspiracje artystyczne, presja życia gwiazdy oraz nieudane małżeństwo, które zakończyło się rozwodem w 1942, były wśród powodów wpadnięcia Frances Farmer w alkoholizm. Według niektórych źródeł, uzależniła się też od amfetaminy. Następujący splot wypadków, w połączeniu z jej wybuchową osobowością i być może lekkimi zaburzeniami psychicznymi, doprowadził do załamania jej kariery.
W październiku 1942 została oskarżona o jazdę pod wpływem alkoholu i na rozprawie dopuściła się obrazy sędziego, po czym skazana na karę z warunkowym zawieszeniem wykonania. Z powodu niedotrzymania warunków okresu próby, w 1943 aresztowano ją. Przy zatrzymaniu napadła na policjanta, co spowodowało zamknięcie jej w szpitalu psychiatrycznym. Poddawana tam była insulinowej terapii wstrząsowej, a podczas następnych pobytów elektrowstrząsom oraz hydroterapii (bicze wodne zimną wodą). Najdłuższy jej pobyt w szpitalu psychiatrycznym miał miejsce od kwietnia 1946 do marca 1950, kiedy to została ostatecznie zwolniona pod opiekę rodziców.
W 1954, po krótkotrwałym drugim małżeństwie, Farmer przeprowadziła się do Eureki w Kalifornii, gdzie pracowała anonimowo przez 3 lata jako sekretarka, a następnie recepcjonistka hotelowa w San Francisco. W 1957 ponownie zainteresowano się jej osobą; wystąpiła w kilku programach telewizyjnych, jak Ed Sullivan Show. Zagrała też w jednym przeciętnym filmie, lecz przemysł filmowy wkrótce stracił nią zainteresowanie. Od 1958 zaczęła prowadzić w Indianapolis własny popołudniowy program telewizyjny Frances Farmer Presents, lecz w 1964 została zwolniona z powodu alkoholizmu. Zmarła 1 sierpnia 1970 w Indianapolis na raka przełyku.

## Upamiętnienie
W późniejszej autobiografii, wydanej po śmierci, a częściowo napisanej przez jej przyjaciela Jeana Ratcliffe, Farmer opisała brutalność jej traktowania i ówczesnych metod leczniczych w zakładach psychiatrycznych. Twierdziła, że oprócz tego była tam m.in. bita, gwałcona przez personel i zmuszana do zjadania nieczystości. Jak później ujawnił Ratcliffe, część opisu przeżyć Frances Farmer została jednak wyolbrzymiona lub wręcz dodana przez niego. Kolejne książki na temat Frances Farmer rozwijały tezę o zniszczeniu jej obiecującej kariery aktorskiej przez brutalne i bezpodstawne osadzenie w zakładzie psychiatrycznym.
Dalsza biografia Frances Farmer Shadowlands autorstwa Williama Arnolda z 1978 po raz pierwszy zasugerowała, że w 1949 miała być poddana zabiegowi lobotomii. Wersja ta została szeroko rozpowszechniona, w tym w późniejszym filmie biograficznym Frances z 1982. Jednak brak jest dowodów potwierdzających tę tezę; oprócz braku dokumentacji medycznej na ten temat, zaprzeczali też temu byli pracownicy szpitala. Również relacje przyjaciół Frances Farmer z ostatnich lat jej życia w Indianapolis o jej zachowaniu nie wskazują na skutki lobotomii.
Nawiązując właśnie do niej swój pseudonim artystyczny przybrała współczesna francuska piosenkarka Mylène Farmer.
Zafascynowany historią aktorki był Kurt Cobain, lider zespołu Nirvana. Poświęcił jej piosenkę z albumu In Utero – „Frances Farmer Will Have Her Revenge on Seattle”. Courtney Love na swoim ślubie z Kurtem Cobainem miała na sobie suknię, która w przeszłości należała do Frances Farmer.

## Literatura
- Brigitte Tast, Hans Jürgen Tast, Frances Farmer. Eine Fotogeschichte (Hildesheim 1979) ISBN 3-88842-010-5.
- Brigitte Tast, Hans Jürgen Tast, Frances Farmer. Kulleraugen-Materialsammlung Nr. 7 (Hildesheim 1984) ISBN 3-88842-107-5.